# Marquee Moon (canción)
«Marquee Moon» es la canción que da título al primer álbum de la banda neoyorquina Television. Escrita por Tom Verlaine, la canción evolucionó desde los primeros shows en vivo de la banda a mediados de los años 1970, si bien cuando fue tocada en vivo por primera vez ya era un tema épico de 8 minutos con complejos cambios de escalas.
A medida que la banda tocaba ese tema, cada vez se volvía más complicado y desafiante. Fue así como Richard Hell se vio forzado a dejar la banda ya que, aparentemente, no tenía la suficiente habilidad y condiciones técnicas como para tocar la canción, siendo reemplazado por Fred Smith.
A pesar de la duración de la canción, la cual generalmente hubiera sido demasiado larga para la mayoría de las radios, la canción fue lanzada como sencillo en el Reino Unido, teniendo un modesto éxito y alcanzando el puesto número 30 de los charts.
Existen varias versiones de la canción hechas por la misma banda. En la versión original en vinilo la canción terminaba en un fade out, cerca de los 10 minutos, pero las reediciones del álbum en CD incluían los 10:40 de la toma. Además está la versión aparecida en el álbum The Blow Up de 1982, la cual dura cerca de 15 minutos. Television solía utilizar esta canción para improvisar lo que llevaba a la canción a pasar los 15 minutos de duración. La canción fue grabada en una sola toma. Billy Ficca, el baterista, creyó que la banda estaba ensayando.
Hay dos solos de guitarra en la canción, después del segundo estribillo hay un breve solo de Richard Lloyd y después del tercer estribillo hay un solo de Tom Verlaine, basado en una escala de Jazz que dura entre 5 y 6 minutos. 
La canción fue considerada por la revista Rolling Stone como una de las 500 mejores canciones de todos los tiempos, apareciendo en el puesto número 372.

## Tributos
- Existe una versión de este tema, el cual fue grabado en 1990 por Kronos Quartet, en el compilado Rubáiyát: Elektra's 40th Anniversary, conmemorando los 40 años de Elektra Records, casa discográfica de Television.

- La canción de Amaral Moriría por vos menciona a la audición de "Marquee Moon" como uno de los posibles motivos que hacen que el narrador esté en disposición de llevar adelante la acción que da título al tema.

## Lista de temas
7"
Por su longitud, la canción tuvo que ser dividida en los dos lados del sencillo.
1. «Marquee Moon» (Part I) - 3:13
2. «Marquee Moon» (Part II) - 6:45

12"
Edición limitada lanzada en Reino Unido.
1. «Marquee Moon» - 9:58
2. «Marquee Moon» (mono version) - 9:58

- Datos: Q978636